# آرثر آي. أبلتون
آرثر آي. أبلتون (بالإنجليزية: Arthur I. Appleton)‏ هو شخصية أعمال أمريكي، ولد في 14 أكتوبر 1915، وتوفي في 15 يناير 2008.